# Dera Dida
Dera Dida (amharisch ደራ ዲዳ; * 26. Oktober 1996) ist eine äthiopische Langstreckenläuferin.

## Sportliche Laufbahn
Erste internationale Erfahrungen sammelte Dera Dida bei den Crosslauf-Weltmeisterschaften 2015 in Guiyang, bei denen sie in der U20-Wertung in 19:49 min die Silbermedaille gewann und sich in der Teamwertung die Goldmedaille sicherte. 
Im Jahr darauf gewann sie bei den Afrikameisterschaften in Durban in 15:15,26 min die Bronzemedaille im 5000-Meter-Lauf hinter den Kenianerinnen Sheila Chepkirui und Margaret Chelimo Kipkemboi. Bei den Crosslauf-Weltmeisterschaften 2017 in Kampala konnte sie ihr Rennen nicht beenden, sicherte sich aber mit dem Team die Silbermedaille. Über 10.000 Meter qualifizierte sie sich zudem für die Weltmeisterschaften in London, bei denen sie in 31:51,75 min den 14. Platz belegte. 
2018 siegte sie beim 10-km-Straßenlauf in Okpekpe in 33:00 min und bei den Afrikaspielen 2019 in Rabat gewann sie in 31:58,78 min die Bronzemedaille im 10.000-Meter-Lauf hinter ihren Landsfrauen Tsehay Gemechu und Zeineba Yimer. Zuvor gewann sie bei den Crosslauf-Weltmeisterschaften 2019 in Aarhus in 36:16 min die Silbermedaille im Einzel und sicherte sich mit dem Team Gold.
2016 wurde Dida äthiopische Meisterin im 5000-Meter-Lauf sowie 2017 über 10.000 Meter.
Im Januar 2024 verbesserte Dida als Dritte des Dubai-Marathons ihre Marathonbestzeit auf 2:19:29 h.

## Persönliche Bestzeiten
- 5000 Meter: 14:42,84 min, 2. Juni 2016 in Rom
- 10.000 Meter: 30:51,86 min, 17. Juli 2019 in Hengelo
- 10-km-Straßenlauf: 33:00 min, 12. Mai 2018 in Okpekpe
- Halbmarathon: 1:08:06 h, 15. Januar 2017 in Houston
- Marathon: 2:19:29 h, 7. Januar 2024 in Dubai